# Teinobasis ariel
Teinobasis ariel är en trollsländeart som beskrevs av Maurits Anne Lieftinck 1962. Teinobasis ariel ingår i släktet Teinobasis och familjen dammflicksländor. IUCN kategoriserar arten globalt som livskraftig. Inga underarter finns listade i Catalogue of Life.